# Pictonia
Pictonia es un género de cefalópodos amonoides extintos perteneciente a la familia Aulacostephanidae. Estos carnívoros nectónicos de rápido movimiento vivieron durante el período Jurásico, en la edad del Kimmeridgiense (de 152,1 a 157,3 millones de años).

## Especies
Las especies dentro de este género incluyen:
- Pictonia baylei[3]
- Pictonia densicostata
- Pictonia gracilis
- Pictonia seminudata

## Distribución
Se han encontrado fósiles de especies de este género en los sedimentos jurásicos de Alemania, Rusia y Reino Unido.